# Pharma Equity Group A/S
Pharma Equity Group A/S tidligere Blue Vision er et dansk børsnoteret investeringsselskab, etableret i 2002.

## Pharma Equity Group A/S
Pharma Equity Group er et børsnoteret selskab på Nasdaq Københavns Fondsbørs, med fokus på tidlig investering i innovative life science-virksomheder (i eller før fase 2). Selskabet ejer Reponex Pharmaceuticals A/S 100%.
Thomas Kaas Selsø er administrerende direktør, mens Peter Mørch Eriksen er bestyrelsesformand.
Selskabet som koncern angav at have en egenkapital på knap 46 millioner kroner ved udgangen af 2022.